# Цынцарены (Теленештский район)
Цынцарены (рум. Ţînţăreni) — село в Теленештском районе Молдавии. Относится к сёлам, не образующим коммуну.

## География
Село расположено на высоте 55 метров над уровнем моря.

## Население
По данным переписи населения 2004 года, в селе Цынцэрень проживает 1890 человек (921 мужчина, 969 женщин).
Этнический состав села:
| Национальность | Число жителей | Процентный состав |
| -------------- | ------------- | ----------------- |
| молдаване      | 1866          | 98.73             |
| украинцы       | 6             | 0.32              |
| цыгане         | 5             | 0.26              |
| русские        | 5             | 0.26              |
| румыны         | 5             | 0.26              |
| прочие         | 3             | 0.16              |
| Всего          | 1890          | 100%              |